# Okres Baden (Švýcarsko)
Okres Baden je jedním z 11 okresů v kantonu Aargau ve Švýcarsku. V prosinci 2016 zde žilo 141 717 obyvatel; rozloha území okresu je 153,07 km². Sídlem okresu je obec Baden.

## Geografie
Území okresu se rozkládá jižně od horského hřbetu Lägern, především při dolním toku řeky Limmat a řeky Reuss, před jejich soutokem s řekou Aarou. Nadmořská výška je v rozsahu zhruba od 350 m v údolí řeky Aary až po téměř 860 m v horských částech.
Okres Baden sousedí s těmito okresy: na severu Zurzach, na jihu Bremgarten, na jihozápadě Lenzgurg a na západě Brugg. Na východě sousedí s okresy v kantonu Curych.

## Obce v okresu
Okres Baden tvoří celkem 26 obcí, jimiž jsou:
| Jméno obce      | Počet obyvatel (k 31. prosinci 2016) | Rozloha (km²) |
| --------------- | ------------------------------------ | ------------- |
| Baden           | 19 122                               | 13,17         |
| Bellikon        | 1 552                                | 4,94          |
| Bergdietikon    | 2 749                                | 5,94          |
| Birmenstorf     | 2 963                                | 7,80          |
| Ehrendingen     | 4 790                                | 7,31          |
| Ennetbaden      | 3 433                                | 2,11          |
| Fislisbach      | 5 518                                | 5,05          |
| Freienwil       | 1 036                                | 3,99          |
| Gebenstorf      | 5 145                                | 5,64          |
| Killwangen      | 1 976                                | 2,43          |
| Künten          | 1 697                                | 4,89          |
| Mägenwil        | 2 111                                | 3,48          |
| Mellingen       | 5 343                                | 4,86          |
| Neuenhof        | 8 724                                | 5,37          |
| Niederrohrdorf  | 3 745                                | 3,33          |
| Oberrohrdorf    | 4 085                                | 4,30          |
| Obersiggenthal  | 8 654                                | 8,36          |
| Remetschwil     | 2 110                                | 3,88          |
| Spreitenbach    | 11 538                               | 8,60          |
| Stetten         | 2 192                                | 4,41          |
| Turgi           | 3 032                                | 1,55          |
| Untersiggenthal | 7 182                                | 8,28          |
| Wettingen       | 20 526                               | 10,59         |
| Wohlenschwil    | 1 538                                | 4,39          |
| Würenlingen     | 4 611                                | 9,37          |
| Würenlos        | 6 345                                | 9,03          |

## Doprava
Na území okresu je poměrně hustá kolejová a železniční síť. V obci Spreitenbach se nachází rozsáhlé seřaďovací nádraží. Okresem prochází dálnice A1, na kterou navazuje řada silnic nižšího stupně.